# Смиљана Попов
Смиљана Попов (Београд, 4. март 1977), српска је новинарка, са искуством у различитим медијима (ТВ, штампани медији, портали) и форматима (репортерка, новинарка, водитељка, ауторка, уредница емисије, сценаристкиња и редитељка).

## Биографија
Рођена је у Београду где је завршила Четврту београдску гимназију, друштвено-језички смер, и основну балетску школу „Лујо Давичо” и студирала светску књижевност на Филолошком факултету. Пасионирани је љубитељ природе и кретања, посвећена бициклизму, тангу, јоги, планинарењу, кајакаштву... Такође, пасионирана је лобисткиња урбаног бициклизма. Верује да бицикл као превозно, а не само рекреативно средство, може спасити свет, тј. модерне мегалополисе - од загађења, те користи сваку прилику да се бави јавним заговарањем одрживог транспорта.
У емисији „Београд за почетнике” коју води и уређује од 2014. године пронашла је праву меру „примењене књижевности”, како је говорио Душко Радовић. Опседнута је мисијом да новинарство и у 21. веку може и мора да побуђује на хуманост. Новинарски занат је стицала и прва новинарска слова „пекла” од 2007. године. Почела је као сарадник Драгане Ћосић у култној емисији Студија Б „Београд ноћу”. Радила је као новинар репортер информативне редакције, као члан документарне редакције „Три тачке”, као новинар, колумниста и уредник Смедиа портала, била сарадник Новог магазина.
Ауторка је и уредница емисије „Београд за почетнике” ТВ Студио Б од 2014. године. Предлогом Секретаријата за образовање, ову емисију на часовима историје гледају београдски основци и средњошколци од 2016. године. Ауторка и модераторка трибина "Београд за почетнике" које се одржавају у "Галерији 73", "Центру за културу Гроцка", и бројним другим установама културе у Београду, али и Србији.
Уредница је и новинарка тв серијала "Кликер за бизнис" РТС 2, који је под покровитељством Министарства за иновације и технолошки развој.
Као власница кућних љубимаца удомљених са улице и ватрена заговорница усвајања животиња; ауторка је и више прича објављених у антологијама професора Ратка Божовића „Шапа у руци” и „Сјај у очима”.

## Емисије
- 2014. Ауторка, уредница и водитељка емисије „Београд за почетнике” ТВ Студио Б (такође и ауторка, уредница, водитељка емисије "Србија за почетнике"). До сада је снимљено преко 150 емисија, и интервјуисано преко 200 еминентних саговорника. Емисија „Београд за почетнике“ добила је и званичну подршку Народног музеја у Београду, Историјског музеја Србије и Музеја науке и технике.

„Београд за почетнике” трага како за изгубљеним временом Београда за којим уздишемо и радо га се сећамо (те је истовремено и „Београд за понављаче”), али и за оним бољим, савеснијим, космополитскијим, бељим и зеленијим Београдом који би могао да постане ако бисмо га сви малко боље пазили. У духу једног од најбољих београдских графита, који толико говори о цивилизацијским и менталитетским навикама Београђана „ПОНАШАЈ СЕ KАО ДА ЖИВИШ ОВДЕ!”
„Београд за почетнике” прича интимне историје Београђана и његових култних места, далеко од бучне и званичне политике, посвећен великим идејама Београђана, као и његових четвороножних и репатих суграђана.
- 2016 -2020. Емисија „Београд за почетнике” прва је ТВ емисија у Србији која је „ушла” у образовни систем. По препоруци Секретаријата за образовање и дечју заштиту града Београда, емисија се од 2016. године као додатно наставно средство гледа на часовима историје и српског језика у београдским основним и средњим школама, због доприноса промоцији и популаризацији културног наслеђа. Зато што серијал на занимљив начин промовише и популарише историју српске престонице, Секретаријат за образовање и дечју заштиту, у оквиру манифестације „Дани европске баштине” 2016. проследио је председницима актива београдских школа избор из емисија „Београд за почетнике“. Почела је турнеја са ауторком по београдским школама, која траје и данас.[3]

Више емисија у оквиру пројекта „Србија за почетнике“ посвећених културно-историјском, археолошком и природном благу Кикинде, Зрењанина, Бачке Паланке реализоване су уз подршку Туристичке организације Војводине.
- 2017. Емисија „Београд за почетнике” под називом „О заборављеним краљевима чоколаде” подсетила је јавност после низ година заборава на угледну београдску породицу Шонда, творце прве београдске и југословенске фабрике чоколаде на Дорћолу. Емисија је покренула иницијативу грађана „Доњи Дорћол”, те је Комисија за споменике, улице и тргове Скупштине града Београда одобрила да угао улица Солунске и цара Уроша понесе име Косте Шонде, великог филантропа и задужбинара. Угледна породица Шонда задужила је Београд и једним од првих престоничких биоскопа („Kолосеум”, на чијем је месту касније настао биоскоп „Звезда”) далеке 1911. године.[4]
- 2019. Туристичка организација Србије била је генерални покровитељ емисије „Београд за почетнике“

## Пројекти
- 2020. Пројекат "Београд за почетнике" суфинансиран је из буџета Републике Србије – Министарства културе и информисања
- 2020. Министарство културе и информисања Републике Србије пројекат „Београд за почетнике“ уврстило је у централни програм обележавања Дана европске баштине 2020.  у Србији кроз: биоскоп/видеотеку емисије „Београд за почетнике“ на сајту Министарства културе, кроз трибинске програме „Београд за почетнике“ у Центру за културу Гроцка и стручна кустоска вођења ауторке серијала Смиљане Попов кроз културну баштину Београда.
- 2019. Министарство културе и информисања Републике Србије подржало је пројекат „Београд за почетнике – Кад историја оживи” историјских интерактивних радионица ауторке Смиљане Попов, са емитовањем бројних епизода ТВ серијала „Београд за почетнике”, по београдским основним и средњим школама.
- 2019. Пројекат „Београд за почетнике” подржан је на конкурсу Секретаријата за културу града Београда.
- 2019. Пројекат „Чукарица за почетнике” Смиљане Попов подржала је на конкурсу ГО Чукарица (кроз новинарске и истраживачке историјске радионице са шестацима ОШ „Јосиф Панчић” реализована је ТВ емисија чији су репортери и истраживачи – ђаци, а посвећена је лику и делу Матије Бана).
- 2019. Пројекат „Земун за почетнике” и „Дунав за почетнике” Смиљане Попов о културно-историјском, археолошком и природном благу Земуна подржало је Туристичко друштво Земун и ГО Земун.
- 2019. Смиљана Попов је учествовала у организацији и вођењу Дечјег позоришног фестивала „Позориште Звездариште” у организацији општине Звездара.
- 2016-2019. Едукативни програм „Београд за почетнике за београдске ђаке” одржан је у основним и средњим школама Чукарице, Раковице, Палилуле, Гроцке, Борче, Старог града, Савског венца...
- 2018. Пројекат „Инђија за почетнике” ауторке Смиљане Попов о културно-историјском, археолошком и природном благу Општине Инђија, подржан је на локалном конкурсу општине Инђија.
- 2016. Емисија „Београд за почетнике” добила је похвалницу Секретаријата за привреду Града Београда и манифестације „Дани европске баштине” године, за посебан допринос очувању културног наслеђа и баштине града Београда и Србије.
- 2015. Водитељ и ПР међународне конференције поводом пројекта „Могућност трансформисања напуштених железничких пруга у Србији у зелене стазе” на Саобраћајном факултету у Београду, под покровитељством Министарства саобраћаја и инфраструктуре Републике Србије.

## Филмови
- Међународна смотра археолошког филма 2018, Народни музеј у Београду: Као редитељка и сценаристкиња емисије „Београда за почетнике”, са своја два документарна филма „У потрази за античким Ел Дорадом” и „Игра престола - српски витешки код”, учествује на Међународној смотри археолошког филма, после чега је емисија „Београд за почетнике” кренула на турнеју по музејима широм Србије.
- Међународна смотра археолошког филма 2019, Народни музеј у Београду: Емисија „Београд за почетнике” учествовала је на смотри са документарним филмовима „Тајна римске гробнице” и „Винча на Бањици” чија је ауторка, сценаристкиња и редитељка Смиљана Попов, а потом гостовала на турнеји у Народним музејима широм Србије и Републике Српске.
- Народни музеј у Београду тражио је емисије „Београда за почетнике” о римским рудницима на Космају, како би их уврстио у своју сталну мултимедијалну поставку.

## Трибине
- 2019. Трибина „Београд за почетнике” ауторке Смиљане Попов, која се бави националном историјом и културном баштином, са еминентним гостима и саговорницима, од марта 2019. године сваког последњег петка у месецу окупља огроман број посетилаца у Галерији 73. Због великог интересовања публике и јавних установа, трибина је почела да гостује и одржава се у Обреновцу, Гроцкој, Старом граду, Чачку и бројним културним установама у Београду.[5][6]